# Liberto Sarrau Royes
Liberto Sarrau Royes (Fraga, Baix Cinca, 15 de juny de 1920 – París, 27 d'octubre de 2001) fou un anarcosindicalista i lluitador antifranquista català.

## Biografia
Fill del minaire Antonio Sarrau (1893-1939), que arran d'un accident laboral es va traslladar amb la família a Barcelona, on participarà en la CNT, fet que li implicarà l'acomiadament de la feina i l'establiment d'un quiosc de diaris per subsistir.
Liberto va aprendre llegint els diaris i ja el 15 d'abril de 1932 va publicar un article en la secció «Tribuna Infantil» del periòdic Solidaridad Humana. Va estudiar, amb Abel Paz i Diego Camacho Escamez, a l'escola racionalista Natura (també anomenada La Farigola) de Joan Puig i Elias, del sindicat del Tèxtil de la CNT. En aquells anys va escriure dos fullets publicats en la "Novela Ideal" en 1937: Juanillo el abandonado i Rebeldía vivida. En 1936 va ingressar a les Joventuts Llibertàries de Gràcia i va publicar al seu òrgan, Ruta. En 1937 va participar en el grup "Quijotes del Ideal" i durant els primers anys de la guerra va treballar en una col·lectivitat agrícola a Cervià (Lleida), amb Abel Paz i Víctor García, fins que va tenir prou edat per ingressar en la 26a Divisió de l'Exèrcit Popular (antiga columna Durruti).
En acabar la guerra civil espanyola va fugir a França, on va passar pels camps de concentració de Sant Cebrià de Rosselló, el Barcarès i Agde, mentre que el seu pare va ser executat a Montjuïc.
En 1941 va ser reclutat com a treballador forçat per a l'organització Todt amb molts exiliats estrangers que vivien a França i que va construir la muralla defensiva atlàntica. Sarrau va fugir, entrà a Espanya amb Abel Paz en 1942 i aconseguí arribar a Casablanca via Portugal. Al nord d'Àfrica va escriure a Inquietudes Libertarias i Libre Examen, a Orà, i Solidaridad Obrera, d'Alger. Amb l'Alliberament de França va reprendre la col·laboració amb diverses publicacions anarquistes i de les Joventuts Llibertàries i va ocupar-ne càrrecs importants en el seu comitè nacional. L'agost de 1946 va tornar a Espanya amb la seva companya Joaquina Dorado Pita per organitzar el moviment de resistència, formant a Barcelona el grup "3 de Mayo" amb Raúl Carballeira. A Madrid va participar en la reestructuració del Comitè Peninsular de la Federació Ibèrica de Joventuts Llibertàries (FIJL). Després d'una breu estada a França, va tornar a la península l'1 de març 1947 per engegar el Moviment Llibertari de Resistència (MLR).
Durant el Segon Congrés de la CNT en l'exili d'octubre de 1947 (Tolosa de Llenguadoc) va ser revocat del seu càrrec com a delegat a Espanya del moviment de l'exili arran de les divergències sobre com organitzar la lluita clandestina a l'interior. El 24 de febrer de 1948 fou detingut, torturat i empresonat per la policia espanyola, però surt en llibertat per una malaltia pulmonar; amagat amb sa companya, de camí cap a França són detinguts novament a Ripoll en 1949. Fou jutjat l'agost de 1952 i va ser condemnat a 20 anys i un dia. El 2 d'abril de 1957, en un moviment de protesta dels presoners, fou transferit de la presó de Sant Miquel dels Reis amb els cenetistes Manuel Fornés i Enrico Marcos i els comunistes José Ribas i Victoriano Sanchez al penal de Burgos, mentre que el llibertari Joaquin Pueyo Moreno fou enviat al Penal del Dueso.
Va sortir del penal de Burgos en llibertat provisional el 12 de març de 1958 i marxà a França. Allí en 1959 va assistir al Ple de Vierzon pel que s'organitzava el Moviment de Resistència Popular (1959-1965), que va confirmar la pèrdua de força revolucionària dels cercles exiliats. Mentre que treballava per a la UNESCO com a traductor i corrector, va seguir col·laborant en la premsa llibertària (Ideas-Orto; Solidaridad Obrera; Umbral, de París; A Batalha, de Lisboa; etc.), mentre militava en la CNT de França.
A finals dels anys 80 va fundar l'Associació Cultural i Ecologista Natura (ACEN), amb la intenció de crear un centre d'educació llibertària, intentant comprar inútilment per això una masia de 30 hectàrees als Pirineus catalans on situar la seva escola Món Nou. En 1993 va participar en el Debat Internacional d'Anarquisme de Barcelona en les ponències d'educació. En 1997 va participar en la pel·lícula de Juan Gamero Vivir la utopía.
Liberto Sarrau Royes va morir el 27 d'octubre de 2001 a París (França) i per exprés desig seu va voler ser incinerat al cementiri de Père Lachaise en la intimitat. El seu important fons documental (biblioteca, manuscrits, correspondència, circulars, fullets, fotografies, pel·lícules...) va ser donat a l'Institut Internacional d'Història Social (IISH) d'Amsterdam.